# Jatropha purpurea
Jatropha purpurea là một loài thực vật có hoa trong họ Đại kích. Loài này được Rose mô tả khoa học đầu tiên năm 1895.